# Hyperopisus bebe
Espèce
Statut de conservation UICN

 LC  : Préoccupation mineure
Hyperopisus bebe est une espèce de poissons-éléphants de la famille des Mormyridae, la seule du genre Hyperopisus.
Cette espèce est connue dans de nombreux fleuves de la moitié nord de l'Afrique, allant du Sénégal au bassin du Nil. Il atteint une longueur de 51 cm (20 po).

## Systématique
Le nom scientifique complet (avec auteur) de ce taxon est Hyperopisus bebe (Lacepède, 1803).
L'espèce a été initialement classée dans le genre Mormyrus sous le protonyme Mormyrus bebe Lacepède, 1803.
Hyperopisus bebe a pour synonymes :
- Hyperopisus bebe bebe
- Hyperopisus bebe chariensis Blache, 1964
- Hyperopisus bebe occidentalis Günther, 1866
- Hyperopisus chariensis Blache, 1964
- Hyperopisus occidentalis Günther, 1866
- Hyperopisus occidentalis subsp. tenuicauda Pellegrin, 1904
- Hyperopisus tenuicauda Pellegrin, 1904
- Hyperopsis bebe (Lacepède, 1803)
- Mormyrus bebe Lacepède, 180
- Mormyrus dorsalis Geoffroy St.Hilaire, 1809